# 法屬摩洛哥
法属摩洛哥保护国（法語：Protectorat français au Maroc）即法屬摩洛哥（法語：Maroc français），1912年3月30日在費茲签订的《非斯条约》把摩洛哥变为法国的被保护国。同样，在非斯条约中，那一年的11月27日西班牙得到了北部和南部地区保护者的地位（西屬摩洛哥）。
1953年法国驱逐了广受尊敬的蘇丹穆罕默德五世，扶植不受欢迎的穆罕默德·本·阿拉法（Mohammed Ben Aarafa）取代他，但他的统治被认为是非法的，于是激起了对法国保护地位的抗争。1955年法国允许穆罕默德五世回国。在第二年，最终导致了摩洛哥独立的和谈开始了。
1956年3月2日，法国同意废除非斯条约，摩洛哥王国重获政治独立。